# Companhia Imperial Britânica da África Oriental
A Companhia Imperial Britânica da África Oriental (em inglês, Imperial British East Africa Company, IBEAC) foi uma companhia privilegiada,  administradora da África Oriental Britânica, precursor do Protetorado da África Oriental, posterior Quênia. Era uma sociedade comercial fundada para desenvolver o comércio africano nas áreas controladas pelo poder colonial britânico.
Criada após o Tratado de Berlim de 1885, foi liderada por William Mackinnon e construída sobre as atividades comerciais de sua companhia na região, com o encorajamento do governo britânico. Mombaça e seu porto eram centrais a suas operações, com um escritório administrativo cerca de 80 km ao sul em Shimoni. A companhia foi incorporada em Londres em 18 de abril de 1888, e recebeu permissão real da Rainha Vitória em 6 de setembro de 1888.